# Еко къмпинг Батак
Еко къмпинг Батак е къмпинг намиращ се в планинския курорт Цигов чарк, разположен на брега на язовир Батак. Къмпингът се намира на западния бряг на язовира на площ от 7 декара и на надморска височина 1090 m. Капацитетът му е 25 места за каравани и 25 места за палатки. Предлага условия за риболов, водни спортове и планински туризъм.